# Epadunk

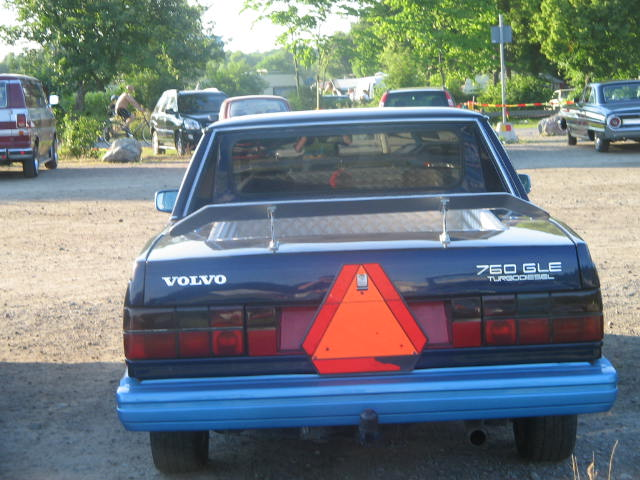
A-traktor, ett fordon sammankopplat med genren.

Epadunk (även epa-dunk) eller raggardunk är den musik, ofta elektronisk, som sedan början av 2020-talet förknippas med epatraktorer och A-traktorer i Sverige. 
Texterna handlar ofta om alkohol, sex och att köra A-traktor. Genren nådde stora kommersiella framgångar i Sverige under 2022, med flera låtar bland de mest spelade på strömningstjänster.
Musikstilen kan ses som en del av en större livsstil och kultur, där ungdomar som kör epatraktor vill visa upp sina fordon med tillhörande ljudsystem. Förutom den elektroniska partymusiken har även artister som Eddie Meduza och Lasse Stefanz kunnat höras från fordonen.
Ringnes-Ronny, Bolaget, Rasmus Gozzi, Fröken Snusk, Hooja och Lia Larsson, är några av de artister som förknippas med genren.
Epadunk har även spridit sig till Svenskfinland, där det bland annat spelas på det kringresande evenemanget "Snusklördag", som anordnas på barer och klubbar.  Liknande genrer som förekommer i andra länder är bland annat den norska russemusiken och den finska amispoppen.

## Bakgrund
Epadunk har beskrivits som en korsning mellan elektronisk dansmusik och könsrock. Bland föregångare och inspirationskällor till genren nämns den norska genren russemusik, eurodance, samt den så kallade "fjortisdunken" från 2000-talets första decennium med artister som Basshunter. Även dansbandsmusik och hiphop har lyfts fram som inspirationskällor. Speciellt dansband är ofta omnämnt i låtar, och remixar av kända dansbandslåtar är inte ovanligt.
Genren uppstod under början av 2020-talet, bl.a. genom låtarna Valhalla av Ringnes-Ronny, E (Ventex) av Albatraoz och Klamydia av Rasmus Gozzi. Samtliga låtar är släppta 2020..

## Typiska drag
Rent musikaliskt är det viktigaste hög bas, den s.k. dunken. Många låtar finns remixade med extra bas, "bass boosted". Det här hör ihop med fenomenet att fylla epatraktorerna med hemgjorda baslådor och att dunka plåt. Takten är ofta snabb, och låtarna enkla. 
Texterna handlar, som nämnt ovan, om att köra bil, supa, ha sex och festa. Kvinnor objektifieras ofta i texterna, både av andra och sig själv. Specifika bilmodeller kan också omnämnas, så som Volvo 240 eller den tredje generationen av Volvo "fas 2".

## Artister och band inom epadunk
- FRÖKEN SNUSK
- Rasmus Gozzi
- Ringnes-Ronny
- Strög1
- Albatraoz
- Sofie Svensson & Dom Där
- J.O.X (remixar främst etablerade låtar)
- LOAM
- Lia Larsson
- N!NE (remixar främst etablerade låtar)